# Elveszett levél
Az Elveszett levél, egyes fordításokban Az elveszett levél (románul O scrisoare pierdută) Ion Luca Caragiale 1884-ben bemutatott vígjátéka. 

## Keletkezése
Caragiale 1881 és 1884 között tanfelügyelőként dolgozott Suceava és Neamț, majd Argeș és Vâlcea körzetekben. Mivel a darab egy hegyvidéki megyeszékhelyen játszódik, a keletkezése esetleg Piatra Neamţ, Pitești vagy Râmnicu Vâlcea városokhoz köthető, ahol az író tanfelügyelőként többször megfordult a megírás előtti időben. Ion Cârnu Caragiale la Neamţ című, 1998-ban megjelent kötetében annak a feltételezésnek adott hangot, hogy a darab Piatra Neamţon született és szereplői is odavalósiak. Ugyan a darab és a város között számos hasonlóság fedezhető fel, Dimitrie Hogea polgármester 1936-ban megjelent visszaemlékezései szerint maga a szerző azt állította, hogy művét nem Piatra Neamţ ihlette, és nem állt szándékában itteni személyekre utalni.

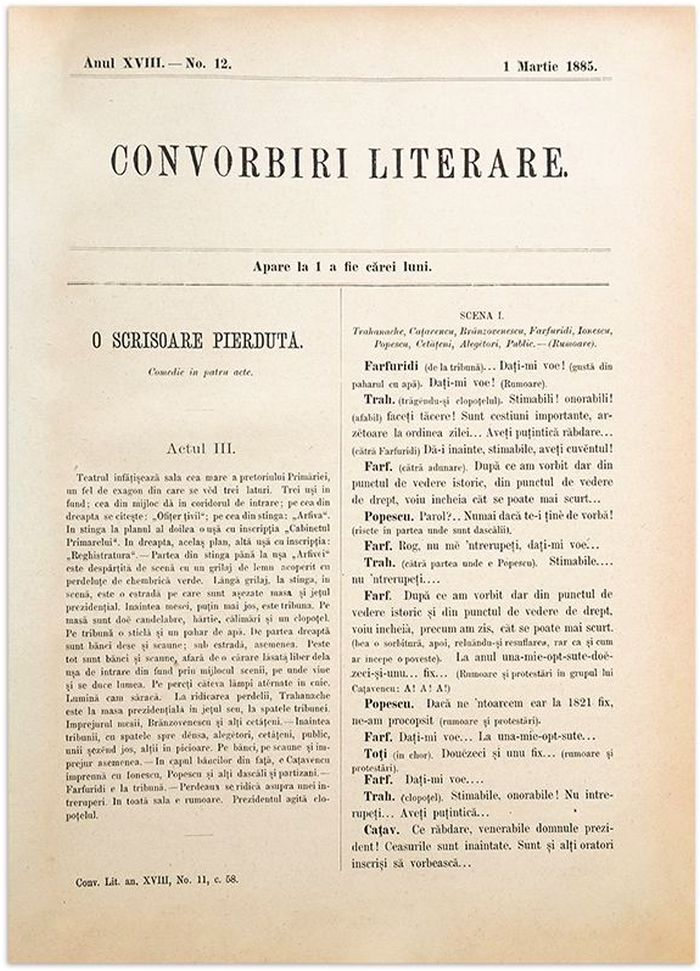
A darab második része a Convorbiri literare 1885. március 1-i számában

Caragiale 1884. szeptember 19-én táviratban jelezte Titu Maiorescunak, hogy elkészült a darabbal, amelyet aztán szeptember 23-án (Gergely-naptár szerint október 5-én) felolvasott a Junimea irodalmi egyesület ülésén. Ekkor a darab befejezése még nem volt végleges; a szerző nem tudta eldönteni, hogy ki nyerjen, Farfuridi vagy Caţavencu? Egyik barátja azt javasolta, hogy legyen mind a kettő; ezt Caragiale olyan formában fogadta el, hogy megalkotta Agamemnon Dandanache alakját, aki ostobább Farfuridinél és nagyobb gazember Caţavencunál. A Bukaresti Nemzeti Színház november 13-án (25-én) mutatta be a darabot, annak ellenére, hogy nem szerepelt az előzetesen már összeállított műsortervben. A bemutató előestéjén Caragiale felolvasta a darabot a királyi palotában a művészetpártoló Erzsébet királyné előtt, akinek Titu Maiorescu mutatta be. Írásban  először a Convorbiri literare című folyóiratban jelent meg két részben (1885. február 1. és március 1.)
A szerző szándéka szerint a darab egyes szereplői visszaköszöntek volna a Titircă, Sotirescu & Cia című darabjában is, a Zűrzavaros éjszaka néhány szereplőjével együtt. (Caţavencu ebben már miniszter lett volna). Caragiale élete utolsó hét évében dolgozott rajta, több változatot is készített, de egyiket sem fejezte be.

## Szereplők

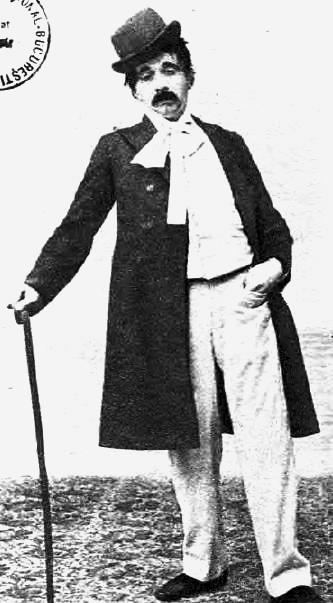
Ion Brezeanu a részeges polgár szerepében (1898)

- Ștefan Tipătescu, a megye prefektusa
- Agamemnon Dandanache, régi 48-as harcos
- Zaharia Trahanache, az állandó bizottság elnöke, a választási bizottság, a tanügyi bizottság, és más választmányok elnöke
- Tache Farfuridi ügyvéd, említett bizottságok és választmányok tagja
- Iordache Brânzovenescu hasonlóképpen
- Nae Cațavencu ügyvéd, a Kárpáti Harsona szerkesztője és kiadója, a Román Gazdasági Ébredés enciklopédikus társas egylet alapító elnöke
- Ionescu népművelő, a lap munkatársa, tagja a társas egyletnek
- Popescu hasonlóképpen
- Dudu Pristanda, a város rendőre
- Részeges polgár
- Zoe Trahanache, a fent említett Trahanache felesége
- Szolgalegény
- Szavazók, polgárok, közönség

## Cselekménye
A véletlen és némi intrika folytán a liberális párti Nae Cațavencu kezébe kerül egy levél, amelyet Ștefan Tipătescu prefektus, konzervatív politikus írt szeretőjének, Zoe Trachanachénak, a szintén konzervatív párti Zaharia Trachanache feleségének. Cațavencu megmutatja a levelet a férjnek, és azzal fenyegetőzik, hogy másnap közli a lapjában, ha nem őt jelölik képviselőnek. Trachanache a levelet hamisítványnak tartja, de nem akar botrányt. Tipătescu és Zoe különböző úton-módon megpróbálják visszaszerezni a levelet, de nem  járnak sikerrel. Zoe elhatározza, hogy enged a zsarolónak, és meg is győzi férjét, hogy támogassa Cațavencu jelöltségét, de közben fény derül az ügyvéd egy korábbi okirathamisítására, ráadásul Cațavencu a levelet is elveszíti. Végül együttesen a Bukarestből küldött, senki által nem ismert, szenilis Agamemnon Dandanachét jelölik képviselőnek.

## Stilisztikai jellegzetességei
Az Elveszett levél a helyzet- és jellemkomikum mellett nagy mértékben a nyelvi komikumra épül. A darab nyelvezete következetlenségével, a régi és új kifejezések keveredésével tükrözi az átalakulóban levő 19. századi román társadalmat. A szövegben két nyelvi réteget különböztethetünk meg: egy lassan változó réteget, amelyet az alárendelt osztályok tagjai és az idősebbek használnak, benne számos hagyományos kifejezéssel, szólással és közmondással, illetve egy kortárs réteget, amely számos neologizmust tartalmaz, ezeket azonban a szereplők gyakran kifacsarva vagy téves értelemben használják.
A nyelvi komikum egyik eleme a szereplők beszélő neve: Agamemnon Dandanache nevében például a hősiességet sugalló keresztnévhez egy olyan családnév társul, amelynek gyökere, a török eredetű 'dandana' zenebonát, lármát jelent. Pristanda rendőr, aki mindig azzal ért egyet, akivel éppen beszél, egy moldvai népi táncról kapta nevét, amelyet egy helyben járnak. A Farfuridi-Brânzovenescu páros neveiben a 'tányér' illetve 'túró' szavak fedezhetők fel.
Az egyes szereplőket ismétlődő szavak, szókapcsolatok jellemzik, például Trahanache visszatérő kifejezése az „ai puțintică răbdare” ('legyen picurka türelmed'). Szintén jellemző rájuk a szavak helytelen kiejtése, például Pristanda a „vampir” ('vámpír') szót következetesen „bampir” alakban használja. Arra is több példa található a műben, hogy a szavakat helytelen értelemben használják, például a „capitalist” ('tőkés') szót 'fővárosi' jelentéssel ruházzák fel (mivel a főváros románul = capitală). A műben található abszurd szókapcsolatok és állítások szintén komikus hatást keltenek, például „curat murdar” ('tisztára piszkos') vagy „Industria română este admirabilă, e sublimă, putem zice, dar lipseşte cu desăvârşire” ('A román ipar csodálatra méltó, mondhatni fenséges, de teljességgel hiányzik'). Gyakoriak a pleonazmusok, például „un popor care nu merge înainte, stă pe loc” ('egy nép, amely nem megy előre, egy helyben marad') és a szóismétlések.

## Fogadtatása és utóélete
A bemutató nagy közönségsikert aratott, a szerzőt kétszer hívták ki a színpadra. Ugyanakkor a kritikák többsége negatív volt; Gheorghe Ionescu Gion és Claymoor irodalmi szempontból értéktelennek tartották a darabot. A kevés kivétel között volt Dumitru C. Ollănescu-Ascanio, illetve  Gheorghe Panu.
Az idő múlásával az Elveszett levél értékelése megváltozott; az irodalmi kánonba Caragiale legjobb műveként vonult be. Romániában 2013-ban, 2017-ben, 2019-ben és 2020-ban az érettségi vizsga feladatai között szerepelt.
Az Elveszett levél megjelent német (1917), magyar (1922), lengyel (1952), cseh (1953), francia (1953), olasz (1960), japán (1961), portugál (1964), héber (1969), bengáli (1970), orosz (1975), albán (1977), kínai (2008), angol (2016), koreai (2019) nyelven.

### Feldolgozásai
A darabból 1954-ben film, 1977-ben televíziós film készült Sică Alexandrescu illetve Liviu Ciulei rendezésében. A bukaresti Nemzeti Opera 2012-ben mutatta be Dan Dediunak a darabból készült operáját.

### Magyar fordításai és előadásai
Magyar nyelven Caragiale legtöbbet játszott művei közé tartozik; 2010-ig kilenc fordítása készült el. Első fordítója Kádár Imre volt, aki Janovics Jenő kérésére fordította le a művet. Az első magyar nyelvű bemutatót 1922. november 23-án tartották a kolozsvári Magyar Színházban; a fordítás nyomtatásban csak 1936-ban jelent meg. További fordítói: Méhes György (1949), Deák Tamás (1975), Seprődi Kiss Attila (1980), Szilágyi Zoltán (1983), Szász János (1988), Bodor Ádám (1998), Kacsir Mária (2003) valamint Mohácsi János és Mohácsi István (2009).
További magyar nyelvű előadások: Nemzeti Színház, Budapest (1949), Miskolci Nemzeti Színház (1957), Petőfi Színház, Budapest (1958), Állami Magyar Színház, Szatmár (1965), Állami Magyar Színház, Temesvár (1981), Marosvásárhelyi Nemzeti Színház, Marosvásárhely (1981), Szigligeti Színház, Szolnok (1984), Csokonai Színház, Debrecen (1984), József Attila Színház, Budapest (1993), Gárdonyi Géza Színház, Eger (1993), Katona József Színház, Budapest (1998), Erdei Színház, Zalaegerszeg (2001), Kolozsvári Állami Magyar Színház (2006), Janus Egyetemi Színház, Pécs (2007), Békés Megyei Jókai Színház, Békéscsaba (2010), Petőfi Színház, Sopron (2014), Harag György Társulat, Szatmárnémeti (2015).